# Parchi di Torino
L'elenco dei parchi della città di Torino espone sinteticamente le caratteristiche dei più significativi fra i 51 parchi che sono presenti, in tutto o in parte, nell'area urbana della città.
| N. | Denominazione                                           | Ubicazione                                                       | Dedicato a:                                 | Superficie (m2) | Anno / periodo inizio / realizzazione                          | Immagine        |
| -- | ------------------------------------------------------- | ---------------------------------------------------------------- | ------------------------------------------- | --------------- | -------------------------------------------------------------- | --------------- |
| 1  | Parco Carrara detto della Pellerina                     | Lucento e Parella (compreso Campidoglio di Parella)              | Mario Carrara                               | 837.220         | 1930 – 1980                                                    |                 |
| 2  | Parco Colletta                                          | Vanchiglietta (confine con Regio Parco)                          | Pietro Colletta                             | 448.000         | fine anni '80                                                  |                 |
| 3  | Parco Colonnetti                                        | Mirafiori Sud                                                    | Gustavo Colonnetti                          | 385.800         |                                                                |                 |
| 4  | Parco Di Vittorio                                       | Lingotto                                                         | Giuseppe Di Vittorio                        | 125.700         | 1954-1955                                                      |                 |
| 5  | Parco Dora                                              | Spina 3                                                          | Fiume Dora Riparia                          | 456.000         | 2011 – 2021                                                    |                 |
| 6  | Parco Europa                                            | Cavoretto                                                        |                                             | 99.300          | 1954                                                           |                 |
| 7  | Parco Falchera                                          | Falchera                                                         | Laghetti di Falchera                        | 430.000         | 2015 - 2020 (realizzazione) inizio Agosto 2020 (inaugurazione) |                 |
| 8  | Parco del Meisino                                       | Borgata Rosa-Sassi                                               |                                             | 450.000         | 1988                                                           |                 |
| 9  | Parco del Nobile                                        | Strada Vicinale del Nobile                                       |                                             | 106.900         |                                                                |                 |
| 10 | Giardini Reali                                          | dietro Palazzo Reale                                             |                                             | 103.000         | 1805                                                           |                 |
| 11 | Parco delle Repubbliche Partigiane Piemontesi           | Strada Comunale da San Vito a Revigliasco (altezza Pian del Lot) | Repubbliche Partigiane Piemontesi           | 450.000         |                                                                |                 |
| 12 | Parco Rignon                                            | Santa Rita                                                       | Felice Rignon                               | 46.200          | 1912                                                           |                 |
| 13 | Parco della Rimembranza                                 | Bric della Maddalena                                             | Torinesi caduti nella prima guerra mondiale | 442.000         | 1925                                                           |                 |
| 14 | Parco Ruffini o del Valentino Nuovo                     | Pozzo Strada                                                     | Francesco Ruffini                           | 127.860         | 1925                                                           |                 |
| 15 | Parco Stura                                             | Circoscrizione VI                                                | Stura di Lanzo                              |                 | 1995 - 2020                                                    | Parco Stura Sud |
| 16 | Parco naturale della Collina di Superga                 | Superga                                                          |                                             | 7.458.500       |                                                                |                 |
| 17 | Parco della Tesoriera                                   | Parella                                                          | Villa denominata "La Tesoriera"             | 56.000          | 1975                                                           |                 |
| 18 | Parco Archeologico Torri Palatine ed Aiuola Secondo Pia | Piazza San Giovanni                                              | Secondo Pia                                 | 17.200          |                                                                |                 |
| 19 | Parco del Valentino                                     | San Salvario                                                     | San Valentino di Terni (non certo)          | 421.000         | XVII - XIX - XX sec.                                           |                 |
| 20 | Parco Cavalieri di Vittorio Veneto                      | Piazza d'Armi                                                    | Cavalieri di Vittorio Veneto                | 220.000         | 1974                                                           |                 |
| 21 | Parco di San Vito                                       | Strada San Vito                                                  | San Vito                                    | 54.600          |                                                                |                 |
| 22 | Parco Leopardi                                          | Corso Moncalieri 147                                             | Giacomo Leopardi                            | 68.200          |                                                                |                 |
| 23 | Parco Sangone                                           | Mirafiori Sud (Mirafiori)                                        | Sangone                                     | 120.000         | 2007                                                           |                 |